# Dagestanskaja Prawda
Die Dagestanskaja Prawda (russisch Дагестанская правда) ist die wichtigste russischsprachige Tageszeitung in Dagestan.

## Geschichte
Die Zeitung erschien unter dem Namen „Dagestanski truschenik“ erstmals am 9. März 1918 und durchlief in den ersten Jahren ihres Bestehens zahlreiche Umbenennungen. Ihren heutigen Namen erhielt sie 1932. Im Jahr 1968 wurde die Dagestanskaja Prawda mit dem Ehrenzeichen der Sowjetunion ausgezeichnet. Die Redaktion befindet sich in Machatschkala, die Auflage beträgt etwa 16.500 Exemplare.